# Regionaal Archief Tilburg

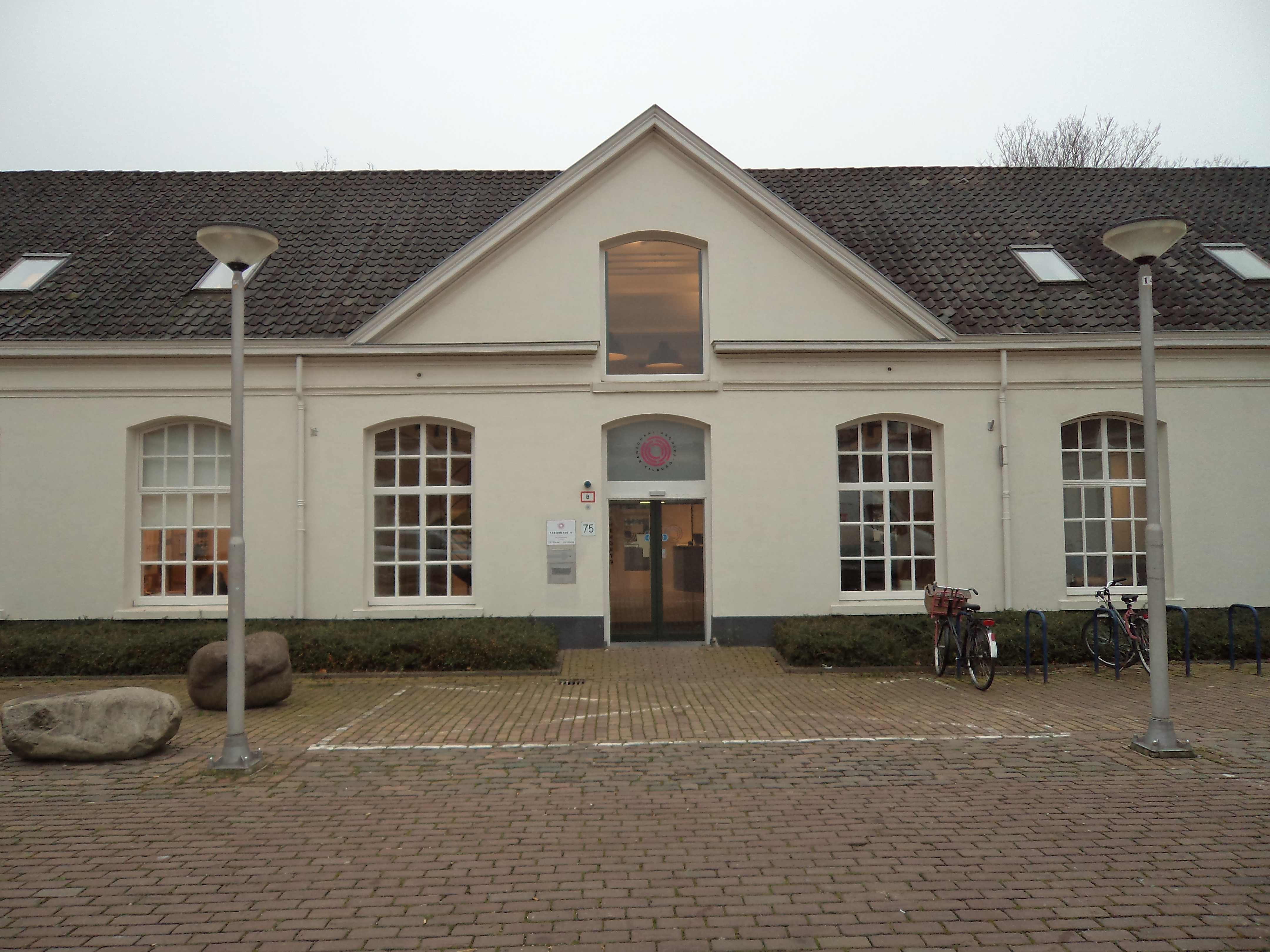
Voorkant Regionaal Archief Tilburg aan de Kazernehof 75

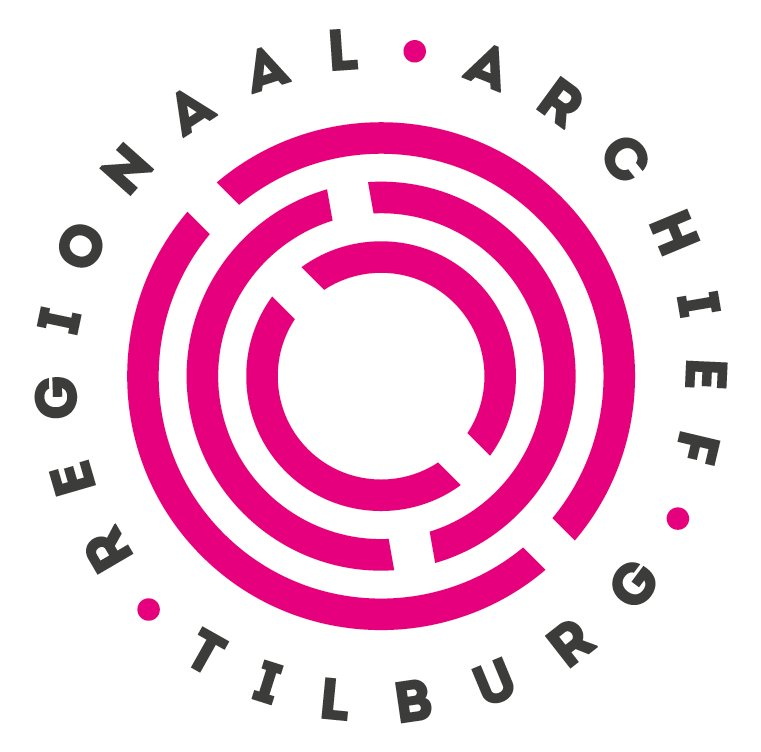
Logo Regionaal Archief Tilburg 2014

Het Regionaal Archief Tilburg (RA Tilburg / RAT) is de voortzetting van het Regionaal Historisch Centrum Tilburg dat op zijn beurt in 1997 ontstond na het samengaan van het Gemeentearchief Tilburg en een deel van het Streekarchief Oisterwijk.
De gemeentelijke herindeling die op 1 januari 1997 van kracht werd haalde de basis weg voor het Streekarchief Oisterwijk. Het streekarchief was een gemeenschappelijke regeling tussen de gemeenten Oisterwijk, Moergestel, Hilvarenbeek, Diessen, Oost-, West- en Middelbeers, Goirle, Hooge en Lage Mierde, Drunen, Loon op Zand, Berkel-Enschot en Udenhout. Door de herindeling kwamen Udenhout en Berkel-Enschot bij de gemeente Tilburg, Hooge en Lage Mierde ging op in Reusel-De Mierden, Drunen naar Heusden en Oost-, West- en Middelbeers kwam bij Oirschot.
Samenwerking met het Gemeentearchief Tilburg bood soelaas en zo ontstond een nieuwe archiefdienst. De uitbreiding van het aantal gemeenten vroeg om een nieuwe naam: Regionaal Historisch Centrum Tilburg (2001).
In 1999 sloot de gemeente Dongen (met de voormalige gemeente 's Gravenmoer) zich aan en in 2004 kwamen daar de gemeenten bij die voorheen het Streekarchief Oosterhout hadden gevormd: Oosterhout, Drimmelen (voormalige gemeenten Hooge en Lage Zwaluwe, Made, Terheijden), Geertruidenberg (en voormalige gemeente Raamsdonk), Gilze en Rijen, Alphen-Chaam, Baarle-Nassau.
Bij die gelegenheid werd de naam van de instelling gewijzigd in Regionaal Archief Tilburg.
Ten slotte sloot ook het waterschap de Dongestroom zich aan. Het waterschap ging in 2004 op in Waterschap Brabantse Delta. In 2017 zijn de archieven van het waterschap teruggegaan naar de vestiging in Breda.
Het Regionaal Archief Tilburg fuseerde in 2004 met het Textielmuseum Tilburg. Daar kwam ook een nieuw museum bij: het Stadsmuseum Tilburg. Gedrieën zijn deze organisaties per 1 januari 2007 zelfstandig geworden in de Stichting Mommerskwartier.